# Camptoptera ellifranzae
Camptoptera ellifranzae är en stekelart som beskrevs av Strassen 1950. Camptoptera ellifranzae ingår i släktet Camptoptera och familjen dvärgsteklar.
Artens utbredningsområde är Tyskland. Inga underarter finns listade.